# Facjata Poezji
Facjata Poezji (ros. Miezonin Poezii) – rosyjska grupa literacka działająca w 1913 w Moskwie.
Założycielami grupy byli Wadim Szerszeniewicz i Leon Zak. Grupa wydała trzy almanachy: Wernisaż (Wernisaż), Pir wo wremia czumy (Uczta w czasie zarazy) i Krematorij zdrawomyslija (Krematorium zdrowego rozsądku). Grupa nie ogłosiła programu poetyckiego. Twórczość jej członków miała charakter dość eklektyczny – wpływał na nią m.in. kubofuturyzm, egofuturyzm i symbolizm, zaś Szerszeniewicz związał się w późniejszych latach z imażynizmem.